# (58279) Kamerlingh
(58279) Kamerlingh est un astéroïde de la ceinture principale et plus spécifiquement du groupe de Hilda.

## Description
(58279) Kamerlingh est un astéroïde du groupe de Hilda. Il présente une orbite caractérisée par un demi-grand axe de 3,98 UA, une excentricité de 0,14 et une inclinaison de 5,8° par rapport à l'écliptique.

## Compléments